# Tara Hayes
Tara Hayes (* 1997) je britská reprezentantka ve sportovním lezení, juniorská vicemistryně světa v boulderingu.

## Výkony a ocenění

### Závodní výsledky
| Mistrovství Evropy | Mistrovství Evropy |
| Rok                | 2013               |
| ------------------ | ------------------ |
| Bouldering         | 43                 |

| Světový pohár | Světový pohár | Světový pohár        | Světový pohár |
| Rok           | 2015          | 2016                 | 2017          |
| ------------- | ------------- | -------------------- | ------------- |
| Bouldering    | 43            | 51-54                | probíhá       |
| jednotlivě*   | 16,-,-,-,-    | 21,-,43-44, -,-,-,37 | ,71           |

- poznámka: nalevo jsou poslední závody v roce

| Mistrovství světa juniorů | Mistrovství světa juniorů | Mistrovství světa juniorů | Mistrovství světa juniorů |
| Rok                       | 2012 kat B                | 2015 juniorky             | 2016 juniorky             |
| ------------------------- | ------------------------- | ------------------------- | ------------------------- |
| Obtížnost                 | 20                        | —                         | —                         |
| Bouldering                | —                         | 10                        | 2                         |

| Mistrovství Evropy juniorů | Mistrovství Evropy juniorů | Mistrovství Evropy juniorů | Mistrovství Evropy juniorů | Mistrovství Evropy juniorů | Mistrovství Evropy juniorů |
| Rok                        | 2012 kat B                 | 2013 kat A                 | 2014 kat A                 | 2015 juniorky              | 2016 juniorky              |
| -------------------------- | -------------------------- | -------------------------- | -------------------------- | -------------------------- | -------------------------- |
| Obtížnost                  | 12                         | —                          | 14                         | 17                         | —                          |
| Bouldering                 | —                          | 26                         | 8                          | 16                         | 14                         |

| Evropský pohár juniorů | Evropský pohár juniorů | Evropský pohár juniorů | Evropský pohár juniorů | Evropský pohár juniorů | Evropský pohár juniorů | Evropský pohár juniorů |
| Rok                    | 2011 kat B             | 2012 kat B             | 2013 kat A             | 2014 kat A             | 2015 juniorky          | 2016 juniorky          |
| ---------------------- | ---------------------- | ---------------------- | ---------------------- | ---------------------- | ---------------------- | ---------------------- |
| Obtížnost              | 15                     | 16                     | 15                     | —                      | —                      | —                      |
| jednotlivě*            | 22,23,33,16,6          | 12,26-27,21,22,-,4     | 9,-                    | —                      | —                      | —                      |
|                        |                        |                        |                        |                        |                        |                        |
| Bouldering             | —                      | —                      | 7                      | 6                      | 17                     | 18                     |
| jednotlivě*            | —                      | —                      | 9,8,10                 | 8,4,10                 | 16,19                  | 14,-,5,-,-             |

- poznámka: nalevo jsou poslední závody v roce